# 天主申達姆教區
天主教申達姆教區 （拉丁語：Dioecesis Shendamensis）是尼日利亞一個羅馬天主教教區，屬喬斯總教區。
教區成立於2007年6月2日，位於高原州南部。2014年有教友173,307人（佔轄區人口17.3%）、廿八個堂區、卅二名司鐸。現任教區主教為雅各伯‧納安曼‧達曼。